# Julien Dubuque

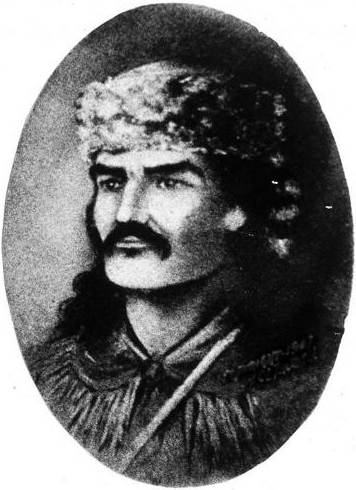
Künstlerische Darstellung von Julien Dubuque

Julien Dubuque (* 1. Januar 1762 in Champlain, Neufrankreich, heute Québec; † 24. März 1810 in der Gegend um die heutige Stadt Dubuque, heute Iowa) war ein Französischer Kanadier, der der erste bekannte weiße Siedler in der Gegend um die heute nach ihm benannte Stadt am oberen Mississippi war.

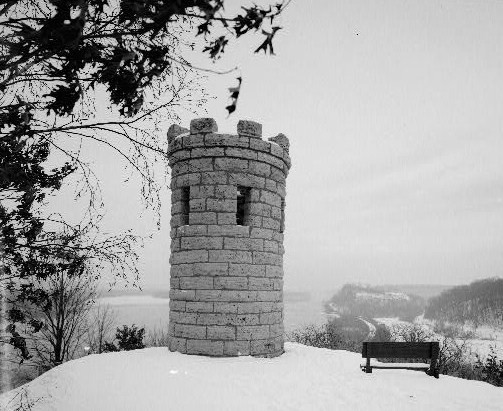
Das Dubuque Monument, seit 1988 im NRHP gelistet

Dubuque bekam 1788 von den Mesquakie-Indianern die Erlaubnis, die Bleivorkommen in der Gegend abzubauen. 1796 wurde diese Genehmigung auch von der damaligen spanischen Verwaltung der Region bestätigt. Er verbrachte sein gesamtes restliches Leben in der Region an der Schnittstelle der heutigen US-Bundesstaaten Iowa, Illinois und Wisconsin. Er freundete sich mit dem Mesquakie-Häuptling Peosta an, nach dem die heutige Stadt Peosta benannt wurde. Es wird allgemein angenommen, dass Dubuque dessen Tochter namens Potosa ehelichte, Beweise dafür liegen jedoch nicht vor.
Nach seinem Tod errichteten die Mesquakie ein hölzernes Mausoleum an seiner Grabstätte, das im späten 19. Jahrhundert von einem steinernen Monument nach einem Entwurf von Alexander Simplot ersetzt wurde. Es steht im heutigen Mines of Spain State Recreation Area and E. B. Lyons Nature Center, wo einst die Minen lagen.
Auf den Namen seiner Frau Potosa geht wahrscheinlich die Ortsbezeichnung Potosi in Wisconsin zurück, das in den 1830er Jahren als Bergbausiedlung gegründet wurde.